# МАЗ-4370
МАЗ-4370 «Зубрёнок» — белорусский среднетоннажный низкорамный грузовой автомобиль класса N2 категории MCV, который изготавливался с 1998—2015 годы на Минском автомобильном заводе.
После развала в конце 1990-х годов картеля с АМО ЗИЛ Горьковский автозавод озаботился созданием востребованного рынком низкорамного развозного среднетоннажного автомобиля для перевозок по дорогам улучшенных категорий. Первые образцы создавались совместно с Минским автозаводом, однако в дальнейшем минчане в одностороннем порядке отказались от поставок на ГАЗ своих кабин типа МАЗ-5336 и запустили в производство семейство 5-тонных низкорамных бескапотных грузовиков МАЗ-4370, которое позднее в народе прозвали «Зубрёнок». За основу взяли немецкий MAN L2000, первый МАЗ-4370 вышел из ворот завода летом 1999 года. На базе машины МАЗ-4370 был создан 4,5-тонный грузовик МАЗ-4371, который тоже в народе называют «Зубрёнок».

## Описание модели
В отличие от очень похожих грузовиков российского производства типа ЗИЛ-5301 и ГАЗ-3310 Валдай, бескапотная кабина «Зубрёнка» более просторна и комфортабельна, а сам грузовик перевозит больше груза. Таким образом, на российском рынке долгое время не было наиболее прямого конкурента и только в 2007 году на рынок был выведен среднетоннажник КАМАЗ 4308, который наиболее близок к модели «4370». Также на базе автомобиля был создан самосвал МАЗ-4570.

## Модификации
| Модификация:                    | МАЗ-437040          | МАЗ-437041 [3]   | МАЗ-437043      | МАЗ-437030        |
| ------------------------------- | ------------------- | ---------------- | --------------- | ----------------- |
| Двигатель                       | ММЗ Д-245.9-540     | ММЗ Д-245.30 Е2  | ММЗ Д-245.30 Е3 | DEUTZ BF4M 1013FC |
| Экологический стандарт          | Евро-1              | Евро-2           | Евро-3          | Евро-3            |
| Мощность двигателя, кВт (л. с.) | 100 (136)           | 115 (155)        | 115 (155)       | 125 (170)         |
| Коробка перадач (КПП)           | ЗИЛ-695Д (СААЗ) (5) | СААЗ-3206.70 (5) | СААЗ-3206 (5)   | ZF S5-42 (5)      |